# Мятликовые (подтриба)
Мя́тликовые (лат. Poinae) — подтриба семейства Злаки или Мятликовые (Poaceae), к которой относится такие распространённые травянистые растения, как мятлик, арктополевица, северолюбка.

## Описание
Объединяет однолетние и многолетние травянистые растения. Влагалища листьев без ушек, у верхних листьев влагалища часто смыкаются на четверть длины. Соцветие метельчатое. Завязь голая. В колоске от 1 до 8, реже 10 цветков. Зерновки свободные.

## Классификация
Подтриба мятликовые согласно данным GRIN включает следующие роды:
- Anthochloa Nees & Meyen
- Apera Adans. — Метлица
- Aphanelytrum Hack.
- Arctagrostis Griseb. — Арктополевица
- Arctophila (Rupr.) Andersson — Северолюбка
- Arctopoa (Griseb.) Prob. — Арктомятлик
- Austrofestuca (Tzvelev) E.B.Alexeev
- Bellardiochloa Chiov.
- Dissanthelium Trin.
- Dupontia R.Br. — Дюпонция
- Eremopoa Roshev. — Пустынномятлик
- Festucella E.B.Alexeev
- Hookerochloa E.B.Alexeev
- Hyalopoa (Tzvelev) Tzvelev — Плёнчатомятлик
- Libyella Pamp.
- Lindbergella Bor
- Nephelochloa Boiss.
- Neuropoa Clayton
- Poa L. — Мятлик
- Tovarochloa Macfarl. & But
- Tzvelevia E.B.Alexeev
- Ventenata Koeler — Вентената

## Распространение
Встречаются во внетропических областях и горных районах.